# Dulce Nombre de Culmí
Dulce Nombre de Culmí est une municipalité du Honduras, située dans le département d'Olancho. La municipalité comprend 27 villages et 104 hameaux. Elle est fondée en 1856.

## Crédit d'auteurs
- (en) Cet article est partiellement ou en totalité issu de l’article de Wikipédia en anglais intitulé « Dulce Nombre de Culmí » (voir la liste des auteurs).